# Edward Jaworski
Edward Lawrence Jaworski (New York, 11 marzo 1926 – New York, 20 agosto 2008) è stato un pallanuotista statunitense, che ha disputato il torneo di pallanuoto ai Giochi di Helsinki 1952.
Sempre nella pallanuoto, ha vinto 1 oro ai III Giochi panamericani.